# だいじゅ
だいじゅは、日本のシンガーソングライター。

## 経歴
静岡県下田市出身。群馬県高崎市にある高崎経済大学に入学し、学生時代から音楽活動を始める。オーストラリア、インドなどをアコースティックギターをたずさえて旅して独自の感性を磨き帰国する。現在は伊豆下田の海辺で生活しているが、地元下田をはじめ東京都内の四谷や渋谷などや関東周辺と幅広く、ライブ公演やストリートライブを中心に音楽活動している。

## 音楽活動
<2007年>
- 5月、群馬県地球屋「第三回、恋の歌コンテスト」グランプリ
- 8月、四谷天窓主催「第二回　天窓オリンピック」優勝
- 9月、劇団アニマル王子　舞台公演にて「江戸恋火」が主題歌に抜擢
- 10月、四谷天窓で初のワンマンライブ 満員御礼（1stアルバム等心大リリース）
- 10月、群馬県地球屋「第四回、恋の歌コンテスト」グランプリ 二連覇

<2008年>
- 9月、劇団「アニマル王子」舞台公演にて「夜桜」が主題歌に抜擢
- 12月、渋谷DESEOで二度目のワンマンライブ　満員御礼
- （2ndアルバムカイガラレコーダーリリース）

<2009年>
- 2月、芝居と音楽のコラボレーション「だいじゅ劇場」満員御礼
- 6月、「下田市民文化会館」凱旋ワンマンLIVE満員御礼
- 7月、ap nbank fes'09参加

## 作品

### アルバム
- 『だいじゅ/等身大』ファーストアルバム/サーフミュージックCD（2007年10月）1.フルーツ 2.すいかわり 3.「ハートマークを赤のインク」 4.テレビゲーム 5.タチコギ 6.柏の香り
- 『だいじゅ/カイガラレコーダー』2ndアルバムCD（2008年12月）1.海の唄 2.ゆるゆる 3.梅雨入り宣言の朝 4.神様と僕のため息 5.つまみぐい 6.江戸恋歌 7.南風と太陽 8.夜桜

## 関連事項
- リスペクトアーティスト Mr.Children、槇原敬之、ザ・ブルーハーツ
- 活動開始時期 2000年 - 2005年
- ここ1年間のライブ動員数（平均）50
- ライブの頻度 年間21回以上
- オリジナル楽曲数 70 [1]

(上記のデータは株式会社エンタテインメントプラスのウェブページから引用
リンクはhttps://web.archive.org/web/20090623072929/http://emeets.jp/pc/artist/2037.html)